# Jacksepticeye
Seán William McLoughlin (født 7. februar 1990), bedre kendt af hans online alias Jacksepticeye, Irish video game man eller Jack, han er en irsk Youtuber. Han er mest kendt for sine Lets Play serier og vlogs.
Siden januar 2023 har hans YouTube-kanal over 16,5 millarder visninger og over 30 millioner abonnenter. Seán oprettede sin YouTube-konto d. 24. februar 2007 og uploadede sin første video d. 13. november 2012.   
- Jacksepticeye's kanal på YouTube
- Jacksepticeye på Internet Movie Database (engelsk)
- Jacksepticeye på The Movie Database (engelsk)